# Heinrich von Moos (Landammann)
Heinrich von Moos († 1386 in Sempach) war ein Schweizer Adliger, Landammann von Uri und Ammann in Luzern.

## Leben
Heinrich von Moos war ein Sohn von Jost von Moos (1328–1369), einem in österreichischen Diensten stehenden Burggrafen zu Neuhabsburg und Ritter.
Der Junker von Moos war von 1364 bis 1366 Ammann zu Luzern. 1378 erwarb er den Kelnhof von Weggis.
1386 nahm er an der Schlacht bei Sempach an der Seite seines Schwagers und Schultheissen von Luzern Petermann von Gundoldingen teil. Beide kamen in der Schlacht ums Leben.
Heinrich von Moos war seit 1355 Besitzer von Hergiswil und Landammann zu Uri. Dieses Gut ging nach seinem Tod auf seine Tochter über, welches sie 1387 verkaufte.
Sein Sohn war der Feldhauptmann, Schultheiss und Stadtbaumeister von Luzern Heinrich von Moos. Durch diese Namensgleichheit verursacht, benennen einige Quellen ihn als 1386 in der Schlacht gefallenen Schultheiss oder Altschultheiss. Dies ist aber nicht korrekt, lediglich sein Sohn nahm diese Position ein. Eine andere Quelle beschreibt fälschlicherweise sogar nur seine Verwundung in der Schlacht.